# (9364) Écluse
Pour les articles homonymes, voir Écluse (homonymie).
(9364) Écluse, désignation internationale (9364) Clusius, est un astéroïde de la ceinture principale.

## Description
(9364) Écluse est un astéroïde de la ceinture principale. Il fut découvert par Eric Walter Elst le 23 avril 1992 à l'ESO. Il présente une orbite caractérisée par un demi-grand axe de 2,78 UA, une excentricité de 0,074 et une inclinaison de 2,7° par rapport à l'écliptique.
Il fut nommé en hommage à Charles de L'Écluse (1526-1609), connu également sous son nom latin Carolus Clusius, botaniste flamand d'expression française.

## Compléments